# Engelbert Obernosterer
Engelbert Obernosterer (* 28. Dezember 1936 in Sankt Lorenzen im Lesachtal, Kärnten) ist ein österreichischer Schriftsteller.

## Leben
Engelbert Obernosterer war jüngstes von sieben Kindern eines Bergbauern. Er besuchte das Internatsgymnasium Tanzenberg bei Klagenfurt. Nach dem Studium der Germanistik und Geschichte in Wien arbeitete er ab 1965 als Volks- und Hauptschullehrer, ab 1975 AHS-Kunsterzieher in Hermagor im Gailtal.
1975 erschien sein Heimatroman „Ortsbestimmung“ (Wien-München), 1980 die Kurzgeschichten „Der senkrechte Kilometer“ enthalten „Studien zum Landleben“ – die sich kritisch mit den Begleiterscheinungen des Fremdenverkehrs auseinandersetzen und auch in Filmszenen umgesetzt wurden – 1988 „Am Zaun der Welt“, 1990 der Roman „Die Bewirtschaftung des Herrn R.“ und 1993 der Roman „Verlandungen“.
Er emanzipierte sich von der bäuerlichen Lebensweise und reflektierte deren Lebensform in seinen Werken. In die Kategorie der satirisch-kritischen Heimatliteratur fällt auch das Buch „Vom Ende der Steinhocker“ (1998) sowie „Grün. Eine Verstrickung“ (2001). Die Werk-Ausgabe im Kitab-Verlag in Klagenfurt begann mit der Miniaturensammlung „Die Mäher und die Grasausreißer“ (2002) und „Bodenproben“ (2003). 2004 veröffentlichte er das Theaterstück „Paolo Santonino“, das in Dellach im Gailtal uraufgeführt wurde. 2005 setzte er seiner Heimat in seinem Buch „Mythos Lesachtal“ ein Denkmal.

## Anerkennungen
- 1974 Förderungspreis des Landes Kärnten für Literatur
- 1977 Österreichisches Staatsstipendium für Literatur
- 1980 Georg-Rendl-Literaturpreis
- 2016 Humbert-Fink-Literaturpreis
- 2025 Ehrenbürger von Hermagor[1]

## Schriften
- Der Zaun der Welt. Heyn, Klagenfurt 1988, ISBN 3-85366-557-8 (2., erweiterte Auflage als: Am Zaun der Welt. ebenda 1991, ISBN 3-85366-664-7).
- Die Bewirtschaftung des Herrn R. Roman. Alekto, Klagenfurt 1990, ISBN 3-900743-54-1.
- Der senkrechte Kilometer. Studien zum Landleben (= Studioreihe. 3). Heyn, Klagenfurt 1980, ISBN 3-85366-323-0.
- Die Mäher und die Grasausreißer. Eine Bilanz (= Werke. 1). Kitab, Klagenfurt u. a. 2002, ISBN 3-902005-15-7 (Überarbeitete Fassung von „Am Zaun der Welt“ sowie neue Texte und Märchen).
- Bodenproben (= Werke. 2: Miniaturen. 1). Kitab, Klagenfurt u. a. 2003, ISBN 3-902005-24-6.
- Paolo Santonino. Ein Sittenbild in 5 Aufzügen in Anlehnung an Paolo Santoninos Reiseaufzeichnungen aus dem Jahre 1485. Kitab, Klagenfurt u. a. 2004, ISBN 3-902005-36-X.
- Mythos Lesachtal. Eine literarische Annäherung. Fotos von Wolfgang Schuh. Kitab, Klagenfurt u. a. 2005, ISBN 3-902005-49-1.
- Misstraut den Floristen (= Werke. 3: Miniaturen. 2). Kitab, Klagenfurt 2006, ISBN 3-902005-34-3.
- Grün. Eine Verstrickung (= Werke. 4). Kitab, Klagenfurt u. a. 2006, ISBN 3-902005-84-X.
- Nach Tanzenberg. Eine Lossprechung (= Werke. 5). Kitab, Klagenfurt u. a. 2007, ISBN 978-3-902585-03-5.
- Ermittlungen im Gebirge (= Werke. (6): Miniaturen. 3). Kitab, Klagenfurt u. a. 2009, ISBN 978-3-902585-36-3.
- Das grüne Brett vor meinem Kopf. Ein Rondo. Kitab, Klagenfurt u. a. 2011, ISBN 978-3-902585-54-7.
- Verwerfungen. Ein Lesebuch. Herausgegeben von Katharina Herzmansky. Kitab, Klagenfurt u. a. 2012, ISBN 978-3-902585-85-1.
- Schutzbehauptungen. Miniaturen. Kitab, Klagenfurt u. a. 2013, ISBN 978-3-902878-23-6.
- Der Kampf mit dem Engel. Ein Mosaik. Kitab, Klagenfurt u. a. 2015, ISBN 978-3-902878-47-2.
- Das blaue Dingsda. Miniaturen. Kitab, Klagenfurt u. a. 2016, ISBN 978-3-902878-75-5.
- Die Decke. Beuntachtungen. Kitab, Klagenfurt 2017, ISBN 978-3-902878-80-9.
- Auch Krawattenträger sind Naturereignisse. Wieser, Klagenfurt 2019, ISBN 978-3-99029-358-4.